# 新北市議會
25°01′37″N 121°28′16″E / 25.026829°N 121.471184°E
新北市議會是中華民國新北市的最高立法機關，議員產生方式為公民直選，共劃分11個一般選區、1個平地原住民族選區及1個山地原住民族選區。2010年12月25日從臺北縣議會改制新北市議會。

## 歷史
- 1946年4月15日，臺北縣參議會成立，由鄉鎮民代表會選出參議員，會址暫設於臺北市城中區中正東路30號善導寺。1948年，臺北縣參議會遷至臺北市城中區紹興北街臺北縣農會二樓辦公，借用臺北縣板橋鎮板橋中山堂（1980年拆除改建臺北縣板橋市公所大樓）開會。
- 1950年12月7日，第一屆臺北縣議員選舉，選出議員60席。1951年1月4日，臺北縣參議會改為臺北縣議會。1957年5月，臺北縣議會遷至臺北縣板橋鎮中山路一段143號（深丘福德宮舊址[1]），成為臺灣省第一個擁有自有廳舍的縣市議會。
- 1982年5月，臺北縣議會第十屆第一次大會通過議員劉克等9人提案，請臺北縣政府新建議會大樓；之後決定，於臺北縣板橋市文化路新建議會大樓。1985年6月10日，臺北縣議會大樓興建工程開工，建築師李顯榮設計，國建營造承建。1987年10月，臺北縣議會大樓竣工。1988年3月1日，臺北縣議會大樓啟用，地址為臺北縣板橋市文化路二段166號。
- 第一屆新北市議員於2010年11月27日的直轄市議員選舉選出，分為12個選區，總額該選66席：第一屆各黨當選席次為，國民黨30席、民進黨29席、無黨籍7席。臺北縣改為新北市，臺北縣議會改為新北市議會，第一屆新北市議員於2010年12月25日就任。
- 2021年9月17日，中華民國中央選舉委員會委員會議通過新北市選舉委員會所擬之市議員選舉區變更案，自第四屆起既有之新北市第二選舉區（林口區、五股區、泰山區及新莊區）會分拆為兩個選區，並將於2021年12月24日前依法公告變更：該選區內之林口區、五股區、泰山區仍為一選舉區，新莊區獨立劃分為一新選區，總選區增為13個[2][3][4]。
- 第四屆新北市議員於2022年11月26日的直轄市議員選舉選出，改為13個選區，總額該選66席：第四屆各黨當選席次為，國民黨30席、民進黨28席、無黨籍3席、無黨團結聯盟2席、台灣民眾黨1席。第四屆新北市議員於2022年12月25日就任。

## 席次分布
新北市議會議員合計有66席，分布於13個選舉區，席次分配如下：
- 第一選舉區：4席（八里區、淡水區、三芝區、石門區）
- 第二選舉區：4席（五股區、泰山區、林口區）
- 第三選舉區：7席（新莊區）
- 第四選舉區：9席（三重區、蘆洲區）
- 第五選舉區：9席（板橋區）
- 第六選舉區：6席（中和區）
- 第七選舉區：3席（永和區）
- 第八選舉區：10席（樹林區、鶯歌區、三峽區、土城區）
- 第九選舉區：5席（新店區、深坑區、石碇區、坪林區、烏來區）
- 第十選舉區：1席（瑞芳區、平溪區、雙溪區、貢寮區）
- 第十一選舉區：4席（汐止區、金山區、萬里區）
- 第十二選舉區：3席（平地原住民：全市）
- 第十三選舉區：1席（山地原住民：全市）

## 政黨席次
| 政黨         | 議員席次 | 備註 |
| ------------ | -------- | ---- |
| 中國國民黨   | 30席     |      |
| 民主進步黨   | 28席     |      |
| 無黨團結聯盟 | 2席      |      |
| 臺灣民眾黨   | 1席      |      |
| 無黨籍       | 3席      |      |

## 歷屆正副議長

### 臺北縣參議會
| 屆別   | 任期          | 任期           | 議長   | 議長       | 副議長 | 副議長     | 備註 |
| 屆別   | 就任日期      | 卸任日期       | 姓名   | 黨籍       | 姓名   | 黨籍       | 備註 |
| ------ | ------------- | -------------- | ------ | ---------- | ------ | ---------- | ---- |
| 第一屆 | 1946年4月15日 | 1950年12月31日 | 陳定國 | 中國國民黨 | 盧纘祥 | 中國國民黨 |      |
| 第一屆 | 1946年4月15日 | 1950年12月31日 | 盧纘祥 | 中國國民黨 | 林世南 | 中國國民黨 |      |
| 第一屆 | 1946年4月15日 | 1950年12月31日 | 盧阿山 | 中國國民黨 | 黃智武 | 中國國民黨 |      |

### 臺北縣議會
| 屆別     | 任期           | 任期           | 議長   | 議長       | 副議長 | 副議長     | 備註         |
| 屆別     | 就任日期       | 卸任日期       | 姓名   | 黨籍       | 姓名   | 黨籍       | 備註         |
| -------- | -------------- | -------------- | ------ | ---------- | ------ | ---------- | ------------ |
| 第一屆   | 1951年1月4日   | 1953年1月5日   | 戴德發 | 中國國民黨 | 王以文 | 中國國民黨 |              |
| 第二屆   | 1953年1月16日  | 1955年1月15日  | 戴德發 | 中國國民黨 | 王以文 | 中國國民黨 | 議長離職     |
| 第二屆   | 1953年1月16日  | 1955年1月15日  | 謝文程 | 中國國民黨 | 王以文 | 中國國民黨 | 議長補選     |
| 第三屆   | 1955年1月16日  | 1958年2月20日  | 謝文程 | 中國國民黨 | 朱福春 | 中國國民黨 | 議長離職     |
| 第三屆   | 1955年1月16日  | 1958年2月20日  | 白金泉 | 中國國民黨 | 朱福春 | 中國國民黨 | 議長補選     |
| 第四屆   | 1958年2月21日  | 1961年2月20日  | 蘇清波 | 中國國民黨 | 蔡金鐘 | 中國國民黨 |              |
| 第五屆   | 1961年2月21日  | 1964年2月20日  | 蘇清波 | 中國國民黨 | 白金泉 | 中國國民黨 |              |
| 第六屆   | 1964年2月21日  | 1968年2月20日  | 李儒聰 | 中國國民黨 | 許炳南 | 中國國民黨 |              |
| 第七屆   | 1968年2月21日  | 1973年4月30日  | 李儒聰 | 中國國民黨 | 呂芳契 | 中國國民黨 | 正副議長離職 |
| 第七屆   | 1968年2月21日  | 1973年4月30日  | 呂芳契 | 中國國民黨 | 麥春福 | 中國國民黨 | 正副議長補選 |
| 第八屆   | 1973年5月1日   | 1977年12月29日 | 呂芳契 | 中國國民黨 | 麥春福 | 中國國民黨 |              |
| 第九屆   | 1977年12月30日 | 1982年2月28日  | 呂芳契 | 中國國民黨 | 麥春福 | 中國國民黨 |              |
| 第十屆   | 1982年3月1日   | 1986年2月28日  | 陳萬富 | 中國國民黨 | 洪吉春 | 中國國民黨 |              |
| 第十一屆 | 1986年3月1日   | 1990年2月28日  | 洪吉春 | 中國國民黨 | 劉炳發 | 中國國民黨 |              |
| 第十二屆 | 1990年3月1日   | 1994年2月28日  | 許再恩 | 中國國民黨 | 劉炳發 | 中國國民黨 |              |
| 第十三屆 | 1994年3月1日   | 1998年2月28日  | 許再恩 | 中國國民黨 | 李學益 | 中國國民黨 |              |
| 第十四屆 | 1998年3月1日   | 2002年2月28日  | 許再恩 | 中國國民黨 | 李學益 | 中國國民黨 |              |
| 第十五屆 | 2002年3月1日   | 2006年2月28日  | 許再恩 | 中國國民黨 | 陳幸進 | 中國國民黨 |              |
| 第十六屆 | 2006年3月1日   | 2010年12月24日 | 陳幸進 | 中國國民黨 | 陳鴻源 | 中國國民黨 |              |

### 新北市議會
| 屆別   | 任期           | 任期           | 議長   | 議長       | 副議長 | 副議長     | 備註 |
| 屆別   | 就任日期       | 卸任日期       | 姓名   | 黨籍       | 姓名   | 黨籍       | 備註 |
| ------ | -------------- | -------------- | ------ | ---------- | ------ | ---------- | ---- |
| 第一屆 | 2010年12月25日 | 2014年12月25日 | 陳幸進 | 中國國民黨 | 陳鴻源 | 中國國民黨 |      |
| 第二屆 | 2014年12月25日 | 2018年12月25日 | 蔣根煌 | 中國國民黨 | 陳文治 | 民主進步黨 |      |
| 第三屆 | 2018年12月25日 | 2022年12月25日 | 蔣根煌 | 中國國民黨 | 陳鴻源 | 中國國民黨 |      |
| 第四屆 | 2022年12月25日 |                | 蔣根煌 | 中國國民黨 | 陳鴻源 | 中國國民黨 |      |

## 黨團席次及黨團領袖
| 政黨             | 政黨             | 黨團幹部                                                                       | 參政議員       | 席次 |
| ---------------- | ---------------- | ------------------------------------------------------------------------------ | -------------- | ---- |
| 中國國民黨黨團   | 中國國民黨黨團   | 書記長：王威元 副書記長：游輝宂、蔡健棠、黃心華 財務長：陳家琪                 | 該黨黨籍議員   | 30   |
|                  | 中國國民黨       | 書記長：王威元 副書記長：游輝宂、蔡健棠、黃心華 財務長：陳家琪                 | 該黨黨籍議員   | 30   |
| 民主進步黨黨團   | 民主進步黨黨團   | 總召集人：廖宜琨 副召集人：蘇錦雄Paylang．Caya 幹事長：山田摩衣 書記長：顏蔚慈 | 該黨黨籍議員   | 28   |
|                  | 民主進步黨       | 總召集人：廖宜琨 副召集人：蘇錦雄Paylang．Caya 幹事長：山田摩衣 書記長：顏蔚慈 | 該黨黨籍議員   | 28   |
| 無黨團結聯盟黨團 | 無黨團結聯盟黨團 | 總召集人：蔡錦賢 執行長：馬見Lahuy．Ipin 財務長：李翁月娥                      |                | 4    |
|                  | 無黨團結聯盟     | 總召集人：蔡錦賢 執行長：馬見Lahuy．Ipin 財務長：李翁月娥                      | 該黨黨籍議員   | 2    |
|                  | 臺灣民眾黨       | 總召集人：蔡錦賢 執行長：馬見Lahuy．Ipin 財務長：李翁月娥                      | 陳世軒         | 1    |
|                  | 無黨籍           | 總召集人：蔡錦賢 執行長：馬見Lahuy．Ipin 財務長：李翁月娥                      | 李翁月娥       | 1    |
|                  | 無黨籍           | 蘇泓欽、宋雨蓁                                                                 | 蘇泓欽、宋雨蓁 | 2    |
| 總席次           | 總席次           | 總席次                                                                         | 總席次         | 64   |

## 審查委員會
| 委員會名稱              | 委員會成員 （召集人以粗體字表示） | 受監督機關 |
| ----------------------- | --- | --- |
| 第一審查委員會 （10人） | 中國國民黨：周勝考、蔣根煌、游輝宂、陳家琪、戴湘儀 · 民主進步黨：陳永福、周雅玲、顏蔚慈、翁震州、蘇錦雄 Paylang•Caya                                        | 議會本會 |
| 第一審查委員會 （10人） | 中國國民黨：周勝考、蔣根煌、游輝宂、陳家琪、戴湘儀 · 民主進步黨：陳永福、周雅玲、顏蔚慈、翁震州、蘇錦雄 Paylang•Caya                                        | 議會秘書處 |
| 第一審查委員會 （10人） | 中國國民黨：周勝考、蔣根煌、游輝宂、陳家琪、戴湘儀 · 民主進步黨：陳永福、周雅玲、顏蔚慈、翁震州、蘇錦雄 Paylang•Caya                                        | 民政局 |
| 第一審查委員會 （10人） | 中國國民黨：周勝考、蔣根煌、游輝宂、陳家琪、戴湘儀 · 民主進步黨：陳永福、周雅玲、顏蔚慈、翁震州、蘇錦雄 Paylang•Caya                                        | 社會局 |
| 第一審查委員會 （10人） | 中國國民黨：周勝考、蔣根煌、游輝宂、陳家琪、戴湘儀 · 民主進步黨：陳永福、周雅玲、顏蔚慈、翁震州、蘇錦雄 Paylang•Caya                                        | 勞工局 |
| 第一審查委員會 （10人） | 中國國民黨：周勝考、蔣根煌、游輝宂、陳家琪、戴湘儀 · 民主進步黨：陳永福、周雅玲、顏蔚慈、翁震州、蘇錦雄 Paylang•Caya                                        | 法制局 |
| 第一審查委員會 （10人） | 中國國民黨：周勝考、蔣根煌、游輝宂、陳家琪、戴湘儀 · 民主進步黨：陳永福、周雅玲、顏蔚慈、翁震州、蘇錦雄 Paylang•Caya                                        | 原住民族行政局 |
| 第一審查委員會 （10人） | 中國國民黨：周勝考、蔣根煌、游輝宂、陳家琪、戴湘儀 · 民主進步黨：陳永福、周雅玲、顏蔚慈、翁震州、蘇錦雄 Paylang•Caya                                        | 青年局 |
| 第一審查委員會 （10人） | 中國國民黨：周勝考、蔣根煌、游輝宂、陳家琪、戴湘儀 · 民主進步黨：陳永福、周雅玲、顏蔚慈、翁震州、蘇錦雄 Paylang•Caya                                        | 人事處 |
| 第一審查委員會 （10人） | 中國國民黨：周勝考、蔣根煌、游輝宂、陳家琪、戴湘儀 · 民主進步黨：陳永福、周雅玲、顏蔚慈、翁震州、蘇錦雄 Paylang•Caya                                        | 政風處 |
| 第一審查委員會 （10人） | 中國國民黨：周勝考、蔣根煌、游輝宂、陳家琪、戴湘儀 · 民主進步黨：陳永福、周雅玲、顏蔚慈、翁震州、蘇錦雄 Paylang•Caya                                        | 研究發展考核委員會 |
| 第一審查委員會 （10人） | 中國國民黨：周勝考、蔣根煌、游輝宂、陳家琪、戴湘儀 · 民主進步黨：陳永福、周雅玲、顏蔚慈、翁震州、蘇錦雄 Paylang•Caya                                        | 各區公所 |
| 第二審查委員會 （10人） | 中國國民黨：陳儀君、陳鴻源、黃永昌、黃心華、呂家凱 · 民主進步黨：鍾宏仁、許昭興、林裔綺、廖宜琨、林秉宥                                                     | 財政局 |
| 第二審查委員會 （10人） | 中國國民黨：陳儀君、陳鴻源、黃永昌、黃心華、呂家凱 · 民主進步黨：鍾宏仁、許昭興、林裔綺、廖宜琨、林秉宥                                                     | 地政局 |
| 第二審查委員會 （10人） | 中國國民黨：陳儀君、陳鴻源、黃永昌、黃心華、呂家凱 · 民主進步黨：鍾宏仁、許昭興、林裔綺、廖宜琨、林秉宥                                                     | 環境保護局 |
| 第二審查委員會 （10人） | 中國國民黨：陳儀君、陳鴻源、黃永昌、黃心華、呂家凱 · 民主進步黨：鍾宏仁、許昭興、林裔綺、廖宜琨、林秉宥                                                     | 主計處 |
| 第三審查委員會 （11人） | 中國國民黨：連斐璠、蔡淑君、白珮茹、曾煥嘉、金瑞龍、王威元 · 民主進步黨：李余典、彭佳芸、李宇翔 · 無黨籍：李翁月娥、宋雨蓁 Nikar•Falong                     | 工務局 |
| 第三審查委員會 （11人） | 中國國民黨：連斐璠、蔡淑君、白珮茹、曾煥嘉、金瑞龍、王威元 · 民主進步黨：李余典、彭佳芸、李宇翔 · 無黨籍：李翁月娥、宋雨蓁 Nikar•Falong                     | 水利局 |
| 第三審查委員會 （11人） | 中國國民黨：連斐璠、蔡淑君、白珮茹、曾煥嘉、金瑞龍、王威元 · 民主進步黨：李余典、彭佳芸、李宇翔 · 無黨籍：李翁月娥、宋雨蓁 Nikar•Falong                     | 城鄉發展局 |
| 第四審查委員會 （11人） | 中國國民黨：陳明義、劉哲彰、楊春妹 · 民主進步黨：張錦豪、鄭宇恩、戴瑋姍、張嘉玲、陳乃瑜、卓冠廷、山田摩衣 · 無黨團結聯盟：蔡錦賢                            | 交通局 |
| 第四審查委員會 （11人） | 中國國民黨：陳明義、劉哲彰、楊春妹 · 民主進步黨：張錦豪、鄭宇恩、戴瑋姍、張嘉玲、陳乃瑜、卓冠廷、山田摩衣 · 無黨團結聯盟：蔡錦賢                            | 農業局 |
| 第四審查委員會 （11人） | 中國國民黨：陳明義、劉哲彰、楊春妹 · 民主進步黨：張錦豪、鄭宇恩、戴瑋姍、張嘉玲、陳乃瑜、卓冠廷、山田摩衣 · 無黨團結聯盟：蔡錦賢                            | 經濟發展局 |
| 第四審查委員會 （11人） | 中國國民黨：陳明義、劉哲彰、楊春妹 · 民主進步黨：張錦豪、鄭宇恩、戴瑋姍、張嘉玲、陳乃瑜、卓冠廷、山田摩衣 · 無黨團結聯盟：蔡錦賢                            | 觀光旅遊局 |
| 第四審查委員會 （11人） | 中國國民黨：陳明義、劉哲彰、楊春妹 · 民主進步黨：張錦豪、鄭宇恩、戴瑋姍、張嘉玲、陳乃瑜、卓冠廷、山田摩衣 · 無黨團結聯盟：蔡錦賢                            | 捷運工程局 |
| 第五審查委員會 （11人） | 中國國民黨：洪佳君、邱烽堯、黃桂蘭、劉美芳、陳偉、江怡臻 · 民主進步黨：林銘仁、邱婷蔚、張維倩、黃淑君 · 臺灣民眾黨：陳世軒                                  | 教育局 |
| 第五審查委員會 （11人） | 中國國民黨：洪佳君、邱烽堯、黃桂蘭、劉美芳、陳偉、江怡臻 · 民主進步黨：林銘仁、邱婷蔚、張維倩、黃淑君 · 臺灣民眾黨：陳世軒                                  | 文化局 |
| 第五審查委員會 （11人） | 中國國民黨：洪佳君、邱烽堯、黃桂蘭、劉美芳、陳偉、江怡臻 · 民主進步黨：林銘仁、邱婷蔚、張維倩、黃淑君 · 臺灣民眾黨：陳世軒                                  | 新聞局 |
| 第五審查委員會 （11人） | 中國國民黨：洪佳君、邱烽堯、黃桂蘭、劉美芳、陳偉、江怡臻 · 民主進步黨：林銘仁、邱婷蔚、張維倩、黃淑君 · 臺灣民眾黨：陳世軒                                  | 客家事務局 |
| 第六審查委員會 （10人） | 中國國民黨：蔡健棠、陳錦錠、林國春、宋明宗、林金結 · 民主進步黨：陳啟能、李倩萍、彭一書 · 無黨團結聯盟：馬見Lahuy•lpin · 無黨籍：蘇泓欽                     | 警察局 |
| 第六審查委員會 （10人） | 中國國民黨：蔡健棠、陳錦錠、林國春、宋明宗、林金結 · 民主進步黨：陳啟能、李倩萍、彭一書 · 無黨團結聯盟：馬見Lahuy•lpin · 無黨籍：蘇泓欽                     | 消防局 |
| 第六審查委員會 （10人） | 中國國民黨：蔡健棠、陳錦錠、林國春、宋明宗、林金結 · 民主進步黨：陳啟能、李倩萍、彭一書 · 無黨團結聯盟：馬見Lahuy•lpin · 無黨籍：蘇泓欽                     | 衛生局 |
| 法規審查委員會 （8人）  | 中國國民黨：林金結、劉美芳、林國春 · 民主進步黨：戴瑋姍、翁震州、李余典、林銘仁 · 無黨籍：宋雨蓁 Nikar•Falong                                               | 中國國民黨：林金結、劉美芳、林國春 · 民主進步黨：戴瑋姍、翁震州、李余典、林銘仁 · 無黨籍：宋雨蓁 Nikar•Falong                                               |
| 紀律委員會 （13人）     | 中國國民黨：陳家琪、呂家愷、金瑞龍、陳偉、宋明宗 · 民主進步黨：林裔綺、彭佳芸、張嘉玲、山田摩衣、邱婷蔚、彭一書、蘇錦雄 Paylang•Caya · 無黨團結聯盟：蔡錦賢 | 中國國民黨：陳家琪、呂家愷、金瑞龍、陳偉、宋明宗 · 民主進步黨：林裔綺、彭佳芸、張嘉玲、山田摩衣、邱婷蔚、彭一書、蘇錦雄 Paylang•Caya · 無黨團結聯盟：蔡錦賢 |
| 程序委員會 （10人）     | 中國國民黨：蔣根煌、陳鴻源、楊春妹、黃桂蘭、陳錦錠 · 民主進步黨：鄭宇恩、周雅玲、廖宜琨、李宇翔 · 無黨團結聯盟：蔡錦賢                                      | 中國國民黨：蔣根煌、陳鴻源、楊春妹、黃桂蘭、陳錦錠 · 民主進步黨：鄭宇恩、周雅玲、廖宜琨、李宇翔 · 無黨團結聯盟：蔡錦賢                                      |

## 相關參閱
- 新北市議會第四屆議員列表
- 新北市議會第三屆議員列表
- 新北市議會第二屆議員列表
- 新北市議會第一屆議員列表
- 新北市政府
- 新北市市長

## 外部連結
- 新北市議會 （页面存档备份，存于）（繁體中文）